# Лукини
Лукини (словен. Lukini) — поселення в общині Копер, Регіон Обално-крашка, Словенія. Висота над рівнем моря: 321,4 м.